# Ernest Rongvaux
Ernest Rongvaux, né le 9 avril 1881 à Châtillon et mort le 31 octobre 1964 à Uccle, est un homme politique belge du Parti socialiste belge.

## Cycle de vie
Il naît dans une famille d'agriculteurs et devient employé aux PTT. De 1935 à 1938, il travaille également comme chef de cabinet des ministres des Transports et des PTT Paul-Henri Spaak (1935-1936) et Désiré Bouchery (1936-1938). Il était également franc-maçon.
Ernest Rongvaux est également actif politiquement au sein du Parti ouvrier belge (POB) puis du Parti socialiste belge (PSB), et est élu pour ce parti comme conseiller communal à Arlon, où il est échevin de 1935 à 1958.
Le 27 septembre 1944, il devient lui-même ministre des Communications dans les gouvernements Pierlot V et VI, van Acker I et II, Spaak II, van Acker III et enfin Huysmans. En 1947, son mandat de ministre prend fin.
Il poursuit également une carrière parlementaire : de 1945 à 1946 il succéda à François André comme sénateur coopté au Sénat, de 1946 à 1949 il siège à la Chambre des représentants pour l'arrondissement d'Arlon-Bastogne, de 1949 à 1950 il siège à nouveau comme sénateur coopté au Sénat et de 1950 à 1961 il est enfin de nouveau député. En 1961, il se retire de la politique.
La place Ernest Rongvaux lui rend hommage à Waremme.

## Source
- Paul Van Molle. Het Belgisch Parlement, 1894-1972. Anvers, 1972.